# 黄绒润楠
黄绒润楠（学名：Machilus grijsii）为樟科润楠属下的一个种。

## 扩展阅读
- 維基物種上的相關：黄绒润楠